# Phelipaea tournefortii
Phelipaea tournefortii är en snyltrotsväxtart som beskrevs av René Louiche Desfontaines. Phelipaea tournefortii ingår i släktet Phelipaea och familjen snyltrotsväxter. Inga underarter finns listade i Catalogue of Life.